# Бофор (Изер)
Бофор (фр. Beaufort) насеље је и општина у источној Француској у региону Рона-Алпи, у департману Изер која припада префектури Гренобл.
По подацима из 2011. године у општини је живело 570 становника, а густина насељености је износила 65,59 становника/km². Општина се простире на површини од 8,69 km². Налази се на средњој надморској висини од 280 метара (максималној 374 m, а минималној 266 m).

## Демографија
| 1962. | 1968. | 1975. | 1982. | 1990. | 1999. | 2011. |
| ----- | ----- | ----- | ----- | ----- | ----- | ----- |
| 366   | 373   | 337   | 369   | 406   | 415   | 570   |

График промене броја становника у току последњих година